# 大翅驼蹄瓣
大翅驼蹄瓣（学名：Zygophyllum macropterum）是蒺藜科驼蹄瓣属的植物。分布于中亚以及中国大陆的新疆等地，生长于海拔800米至3,400米的地区，一般生于低山以及河流阶地，目前尚未由人工引种栽培。

## 别名
大翅霸王（中国沙漠植物志）

## 异名
- Zygophyllum macropterum C. A. Mey. var. microphyllum Boriss.